# Sultanganj
Sultanganj é um cidade no distrito de Bhagalpur, no estado indiano de Bihar.

## Demografia
Segundo o censo de 2001, Sultanganj tinha uma população de 41.812 habitantes. Os indivíduos do sexo masculino constituem 54% da população e os do sexo feminino 46%. Sultanganj tem uma taxa de literacia de 52%, inferior à média nacional de 59,5%: a literacia no sexo masculino é de 60% e no sexo feminino é de 43%. Em Sultanganj, 17% da população está abaixo dos 6 anos de idade.